# Astictopterus abjecta
Astictopterus abjecta är en fjärilsart som beskrevs av Pieter Cornelius Tobias Snellen 1872. Astictopterus abjecta ingår i släktet Astictopterus och familjen tjockhuvuden. Inga underarter finns listade i Catalogue of Life.